# آرژانتین در المپیک تابستانی ۱۹۸۸
آرژانتین در بازی‌های المپیک تابستانی ۱۹۸۸ که در شهر سئول برگزار شد، کاروان آرژانتین با ۱۱۸ ورزشکار در این رقابت‌ها شرکت کرد و موفق به کسب ۲ مدال (۰ طلا، ۱ نقره، ۱ برنز) شد. در جدول رتبه‌بندی توزیع مدال‌ها، آرژانتین در ردهٔ ۳۵ مسابقات قرار گرفت.